# Lonchocarpus calcaratus
Lonchocarpus calcaratus é uma espécie vegetal da família Fabaceae.
Pode ser encontrada nos seguintes países: Costa Rica e Panamá.
Está ameaçada por perda de habitat.